# Selecció femenina de rugbi VII d'Espanya

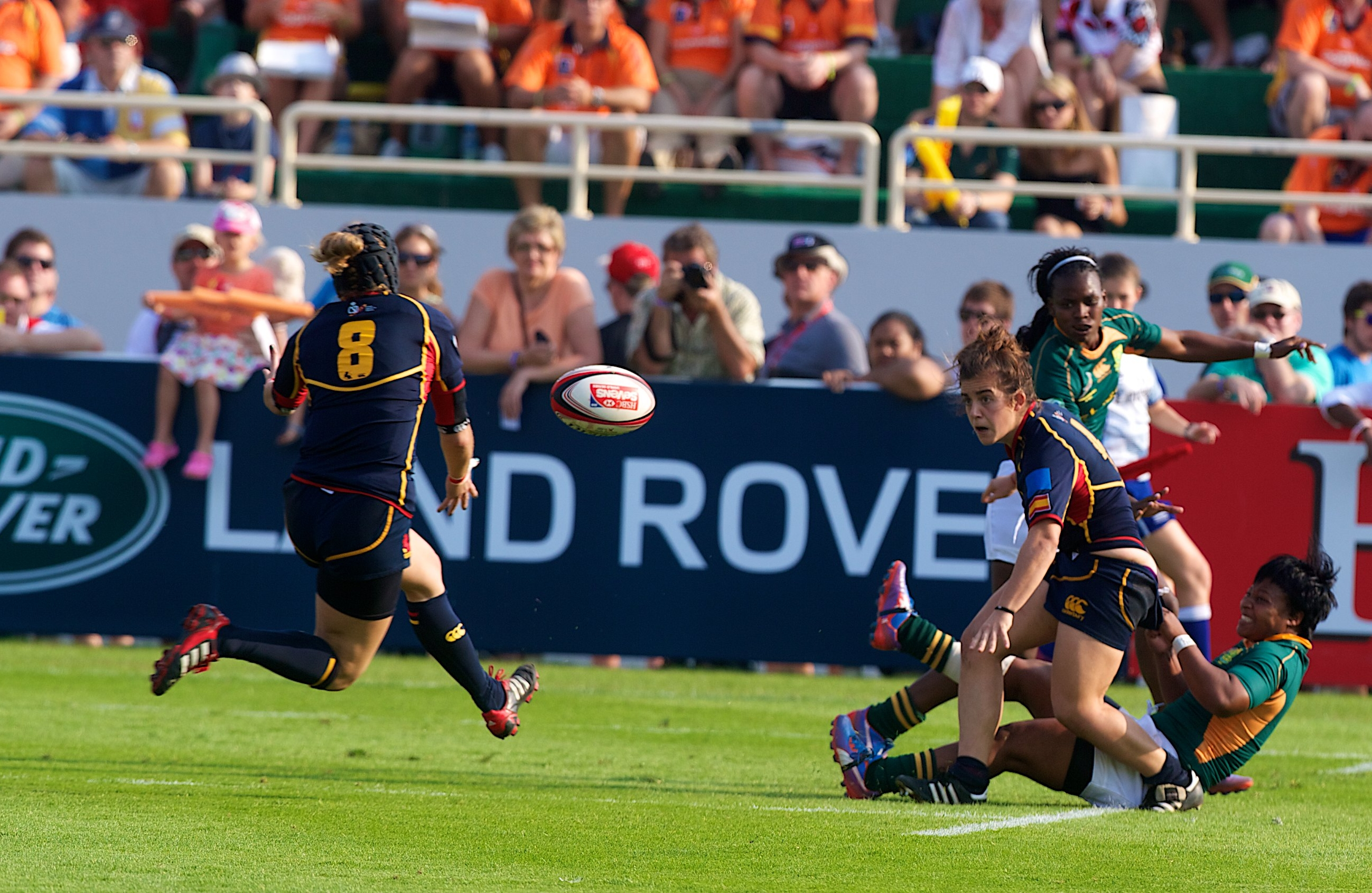
Espanya i Sud-àfrica disputant un partit a Dubai (2012)

La selecció femenina de rugbi VII d'Espanya és l'equip que representa Espanya a les competicions internacionals de rugbi a 7 per dones. Recentment, l'equip va participar en les sèries europees de rugbi a 7 femení, on van quedar en segona posició a la general.
L'equip espanyol va aconseguir classificar-se per disputar el torneig de classificació pels jocs olímpics. Posteriorment, al proclamar-se campiona d'aquest torneig, també aconseguiria classificar-se per disputar els Jocs Olímpics d'Estiu de 2016. A la final havien derrotat a la selecció russa per 19 a 12.

## Històric de resultats

### Jocs Olímpics
| 2016  | Quarts de final      | 7es | 5 | 2 | 4 | 0 |
| 2020  | No es va classificar | -   | 0 | 0 | 0 | 0 |
| Total | 0 Titles             | 1/2 | 5 | 2 | 4 | 0 |

### Campionat del Món de rugbi a VII
| 2009  | Quarts de final  | 7es  | 5  | 3 | 2 | 0 |
| 2013  | Semifinal        | 4es  | 6  | 2 | 3 | 1 |
| 2018  | Quarts de final  | 5es  | 4  | 3 | 1 | 0 |
| 2022  | Vuitens de final | 12es | 4  | 1 | 3 | 0 |
| Total | 0 titles         | 4/4  | 19 | 9 | 9 | 1 |